# Szapáry Antal
Gróf muraszombati, széchyszigeti és szapári Szapáry Antal (Pozsony, 1802. augusztus 27. – Budapest, 1883. október 4.) főajtónállómester, főlovászmester, főrend, honvédőrnagy, országgyűlési képviselő.

## Életútja
Gróf Szapáry József nagybirtokos, Moson megye főispánja és gróf Gatterburg Johanna fiaként született. Jogot tanult, majd mint hadnagy 1821-től 1826-ig a 10. huszárezredben szolgált, ahonnan kilépett. Ezután vagyonából élt. Mint ellenzéki főrend, 1848. június 23-tól a muraszombati kerület országgyűlési képviselője volt. 1826. május 1-jén feleségül vette gróf Keglevich Augusztát, akitől 1847-ben elvált. (Neje később gróf Batthyány Kázmér 1849-es magyar külügyminiszter és címzetes nemzetőr ezredes felesége lett). Három gyermekük született, egyikük Szapáry Géza 1848-as honvéd huszárszázados. 1848 nyarán a fővárosi lovas nemzetőrség tisztjévé választották. Szeptember 15-től honvéd őrnagy, majd parancsőrtiszt előbb István nádor, később pedig Móga János tábornok, a Jellačić-elleni sereg parancsnokai mellett. A Jellačić elleni hadműveletek résztvevője volt. Amikor 1849 januárjában Pesten maradt, a császáriak letartóztatták, s váltságdíj kifizetése után nyerhette el szabadságát. 1861-ben, valamint 1865-1881 között a főrendiház tagja, háznagya volt. A kiegyezést követően főajtónállómesterként működött. Sírja Muraszombaton található.